# Borella (gioco)
Borella (in dialetto veneto: borea) è un gioco simile al bowling giocato nel nord Italia dal XVI secolo. 
È il gioco tradizionale per eccellenza dei contadini della marca trevigiana, sia per il materiale, legno di acero campestre (òpio) un tempo diffusissimo nelle siepi e come sostegno per le viti, sia anche per i luoghi in cui veniva praticato ossia nei cortili delle case di campagna, nelle osterie o tra i filari delle viti. Il gioco sopravvive ancora in qualche circolo anziani e feste di paese, come grazie alla società Gruppo Amici della Borella di Casale sul Sile e alla contrada Borgo Ruga di Ponzano Veneto. 
Borella è simile ad un "bowling con tre birilli", ma a differenza del bowling con dieci birilli in cui essi sono in fila, i tre birilli della borella sono posizionati in un'unica fila uno dietro l'altro. La borella si gioca tradizionalmente con una grande palla di legno di acero, questa boccia ha un peso che varia da 0,5 kg a 1 kg. I tre birilli di legno, detti sòni, sono alti circa 60/70 cm. Il giocatore si trova a 30 metri dai birilli, corre e lancia la palla, un po' come un giocatore di cricket, per colpirli velocemente.
Il giocatore che abbatte tutti e tre i birilli con una sola palla fa San Martin (espressione che si usa per indicare che tutto è stato distrutto dopo una grandinata), se invece ne abbatte due fa Gàmbarel.